# Supergrass (álbum)
Supergrass é o terceiro álbum de estúdio da banda britânica de rock homônima, lançado em setembro de 1999 pela Parlophone sob produção musical do próprio grupo em parceria com John Cornfield.
Considerado uma continuação de In It for the Money (1997), Supergrass é também referido como o álbum do raio-x ("X-Ray Album") por sua capa. Alcançou a terceira posição nas paradas britânicas de álbuns.

## Faixas
1. "Moving" – 4:26
2. "Your Love" – 3:27
3. "What Went Wrong (In Your Head)" – 4:05
4. "Beautiful People" – 3:22
5. "Shotover Hill" – 3:43
6. "Eon" – 3:44
7. "Mary" – 4:00
8. "Jesus Came from Outta Space" – 4:10
9. "Pumping on Your Stereo" – 3:20
10. "Born Again" – 3:38
11. "Far Away" – 5:05
12. "Mama & Papa" – 2:30